# Vaejovis electrum
Espèce
Vaejovis electrum est une espèce de scorpions de la famille des Vaejovidae.

## Distribution
Cette espèce est endémique d'Arizona aux États-Unis. Elle se rencontre dans le comté de Graham dans les monts Pinaleño.

## Description
Le mâle holotype mesure 43,00 mm.

## Publication originale
- Hughes, 2011 : « Morphological analysis of montane scorpions of the genus Vaejovis (Scorpiones: Vaejovidae) in Arizona with revised diagnoses and description of a new species. » The Journal of Arachnology, vol. 39, no 3, p. 420-438 (texte intégral).